# Замок Кашел
Скала́ Ка́шел (также Кэ́шел, англ. Rock of Cashel), или Скала Св. Патрика — полуразрушенный замок XII—XIII веков в городе Кашел графства Южный Типперэри в Ирландии.
Согласно местным преданиям, холм, где стоит замок, служил резиденцией местных правителей за несколько сотен лет до норманнского вторжения. Предание о том, что именно здесь принял христианство Святой Патрик (V век н. э.), сделало Кэшел местом паломничества.

## История замка
По преданиям, ещё в IV веке Коналл Корк, вождь одного из ирландских кланов, основал здесь укрепление. Рассказывают также, что в середине V веке сюда прибыл св. Патрик, обративший короля местных земель в христианство. Согласно позднейшим записям, в 964 году Скала Кашел была захвачена Брайном Бору, верховным королём Ирландии, который через 13 лет короновался здесь же. 
В 1101 году Скала Кашел была передана в собственность церкви, после чего она становится религиозным центром. В 1152 году Скала Кашел становится резиденцией епископов, а в 1169 году Донал О’Брайен начинает рядом с замком строительство кафедрального собора. Строительство собора было завершено только в 1234 году. Почти все сохранившиеся сооружения относятся к этому периоду.
Во время Английской революции в 1647 году Скала Кашел была разграблена войсками Парламента под предводительством Мюрроу О’Брайена, впоследствии 1-го графа Инчиквина. Ему также удалось взять замок Кэйр неподалёку от Кашела. Многие жители были убиты, духовные святыни разграблены. По свидетельствам историков, погибло около 3 тысяч человек. Жители Кашела искали убежище в стенах замковой церкви, но были сожжены кромвелевскими солдатами заживо. 
С тех пор замок воспринимается в Ирландии как символ жестокости англичан, настоящего мужества и стойкости духа ирландцев.

## Современность
В XXI веке замок открыт для посещения и в нём ведутся реставрационные работы. Национальный памятник под номером 128. Кандидат на включение в список Всемирного наследия ЮНЕСКО в Ирландии.
В 2008 году вышла компьютерная игра «Нэнси Дрю. Привидение замка Маллой», в которой замок Кашел стал прототипом замка Маллой, в котором происходило основное действие игры. Скопированы форма, башни, кельтские кресты на территории и даже то, что замок частично разрушенный. 